# Henry Miller
Henry Miller (Nova York, 1891 - Pacific Palisades, 1980) fou un escriptor estatunidenc.
La seva obra, basada temàticament en experiències íntimes personals i que persegueix una mena de purificació i llibertat basades en una experiència total sobre el sexe, ha estat causa de crítiques controvertides i de processos per pornografia.
De jove, viatjà per l'Oest del país, i de nou a Nova York (1914), treballà en diversos oficis (ajudant del seu pare sastre, repartidor de telegrames, jardiner), abans de fer el seu primer viatge a Europa (1928), i instal·lar-se a París (1931).
El 1934 publicà la seva primera novel·la, Tropic of cancer (Tròpic de càncer), a la que seguiren Black Spring (Primavera negra, 1936) i Tropic of Capricorn (Tròpic de Capricorn, 1939). El 1940 tornà als Estats Units després d'un viatge per Grècia que quedà reflectit a The Colossus of Maroussi (El colós de Marussi, 1941). Altres llibres destacats són: The smile at the foot of the ladder (El somriure al peu de l'escala, 1948), The time of assassins (El temps dels assassins, 1951) i la trilogia  La crucifixió rosa formada per Sexus (1949), Plexus (1952) i Nexus (1960).
Amb un estil influït inicialment per Louis-Ferdinand Céline, d'oracions extenses i personatges de vèrbola aguda i directa, la narrativa de Miller, aparentment autobiogràfica, dissecciona la inquietud de recerca i de satisfacció de l'ésser humà. El sexe, considerat el motor central de les seves obres –descrit de manera descarnada i antiromàntica– és només un pretext per a reflexionar sobre l'afecte i el viure al límit de la passió, sovint al marge de les convencions socials.
Fou conegut per trencar amb les formes literàries existents i desenvolupar un nou tipus de novel·la semi-autobiogràfica que combinava l'estudi de personatges, la crítica social, la reflexió filosòfica, el flux de consciència, el llenguatge explícit, el sexe, l'associació lliure surrealista i el misticisme. Les seves obres més característiques d’aquest tipus són Tròpic de càncer, Primavera Negra, Tròpic de Capricorn i La trilogia La Crucifixió rosa, que es basen en les seves experiències a Nova York i París (totes elles prohibides als Estats Units fins al 1961). També va escriure memòries de viatges i crítica literària i va pintar aquarel·les.

## Primers anys de vida
Miller va néixer a la casa de la seva família, 450 East 85th Street, a la secció de Yorkville de Manhattan, Nova York. Era fill de pares alemanys luterans, Louise Marie (Neiting) i de sastre Heinrich Miller. Quan era nen, va viure nou anys al número 662 de Driggs Avenue a Williamsburg, Brooklyn, conegut en aquella època (i esmentat amb freqüència en les seves obres) com el Fourteenth Ward. El 1900, la seva família es va traslladar al 1063 Decatur Street a la secció Bushwick de Brooklyn. Després d'acabar l'escola primària, encara que la seva família es va quedar a Bushwick, Miller va assistir a l'Eastern District High School a Williamsburg. De jove, va ser actiu amb el Partit Socialista d'Amèrica (el seu "ídol quondam" era el socialista negre Hubert Harrison). Va assistir al City College de Nova York durant un semestre.

## Carrera

### Brooklyn, 1917–1930
Miller es va casar amb la seva primera dona, Beatrice Sylvas Wickens, el 1917; el seu divorci es va concedir el 21 de desembre de 1923. Junts van tenir una filla, Barbara, nascuda el 1919. Vivien en un apartament al 244 6th Avenue a Park Slope, Brooklyn. En aquell moment, Miller treballava a Western Union; hi va treballar del 1920 al 1924, com a responsable de personal al departament de missatgeria. El març de 1922, durant unes vacances de tres setmanes, va escriure la seva primera novel·la, Clipped Wings. No s'ha publicat mai, i només en queden fragments, tot i que parts d'ella van ser reciclades en altres obres, com Tròpic de Capricorn. Un estudi de dotze missatgers de Western Union, Clipped Wings va ser caracteritzat per Miller com "un llibre llarg i probablement molt dolent".
L'any 1923, mentre encara estava casat amb Beatrice, Miller va conèixer i es va enamorar d'una misteriosa ingènua de la sala de ball que va néixer Juliet Edith Smerth però que va rebre el nom artístic de June Mansfield. En aquell moment tenia 21 anys. Van començar una aventura, i es van casar l'1 de juny de 1924. El 1924 Miller va deixar Western Union per dedicar-se completament a l'escriptura. Miller descriu més tard aquesta època: les seves lluites per convertir-se en escriptor, les seves escapades sexuals, els seus fracassos, els seus amics, la seva filosofia a la seva trilogia autobiogràfica La crucifixió rosa.
La segona novel·la de Miller, Moloch: or, This Gentile World, va ser escrita el 1927–28, inicialment sota l'aparença d'una novel·la escrita per la seva dona Juliet. Un ric admirador de June, Roland Freedman, la va pagar per escriure la novel·la; ella li mostrava pàgines de l'obra de Miller cada setmana, fingint que era seva. El llibre va quedar inèdit fins al 1992, 65 anys després de ser escrit i 12 anys després de la mort de Miller. Moloch es basa en el primer matrimoni de Miller, amb Beatrice, i els seus anys treballant com a gerent de personal a l'oficina de Western Union al Baix Manhattan. Una tercera novel·la escrita per aquesta època, Crazy Cock, també va quedar inèdita fins després de la mort de Miller. Inicialment titulat Lovely Lesbians, Crazy Cock (juntament amb la seva novel·la posterior Nexus) va explicar la història de l'estreta relació de juny amb l'artista Marion, a qui juny havia rebatejat Jean Kronski. Kronski va viure amb Miller i juny des del 1926 fins al 1927, quan June i Kronski van anar junts a París, deixant enrere a Miller, cosa que el va molestar molt. Miller sospitava que la parella tenia una relació lèsbica. Mentre a París, June i Kronski no es portaven bé, i June va tornar a Miller uns mesos més tard. Kronski es va suïcidar al voltant de 1930.

### París, 1930–1939
El 1928, Miller va passar diversos mesos a París amb June, un viatge que va ser finançat per Freedman. Un dia, en un carrer de París, Miller va conèixer un altre autor, Robert W. Service, que va recordar la història a la seva autobiografia: "Aviat vam entrar en una conversa que es va convertir en llibres. Per a un jove parlava amb certa autoritat, convertint en ridícul els pretensiosos escribes del Barri Llatí i la seva revista estranya." El 1930, Miller es va traslladar a París no acompanyat. Poc després, va començar a treballar a Tropic of Cancer, escrivint a un amic: "Demà començo amb el llibre de París: Primera persona, sense censura, sense forma, fot-ho tot!" Tot i que Miller va tenir pocs diners o gens el primer any a París, les coses van començar a canviar després de conèixer Anaïs Nin que, amb Hugh Guiler, va pagar tot el seu camí durant la dècada de 1930, inclòs el lloguer d'un apartament al número 18 de Villa Seurat. Nin es va convertir en la seva amant i va finançar la primera impressió de Tropic of Cancer el 1934 amb diners d'Otto Rank. Escriuria extensament als seus diaris sobre la seva relació amb Miller i la seva dona June; el primer volum, que cobria els anys 1931–34, es va publicar el 1966. A finals de 1934, juny es va divorciar de Miller per poder a la Ciutat de Mèxic.
L'any 1931, Miller va ser contractat a l'edició de París de Chicago Tribune com a corrector, gràcies al seu amic Alfred Perlès, que hi treballava. Miller va aprofitar l'ocasió per presentar alguns dels seus propis articles sota el nom de Perlès, ja que aleshores només la redacció estava autoritzada a publicar al diari. Aquest període a París va ser molt creatiu per a Miller, i durant aquest temps també va establir una important i influent xarxa d'autors que circulaven per la Villa Seurat. En aquella època un jove autor britànic, Lawrence Durrell, es va convertir en un amic de tota la vida. La correspondència de Miller amb Durrell es va publicar més tard en dos llibres. Durant el seu període parisenc també va ser influenciat pels surrealistes francesos.
Les seves obres contenen relats detallats d'experiències sexuals. El seu primer llibre publicat, Tropic of Cancer (1934), va ser publicat per Obelisk Press a París i prohibit als Estats Units per motius d'obscenitat. La sobrecoberta venia embolicada amb una advertència: "No s'ha d'importar als Estats Units o a la Gran Bretanya". Va continuar escrivint novel·les que estaven prohibides; juntament amb Tropic of Cancer, els seus Black Spring (1936) i Tropic of Capricorn (1939) van ser introduïts de contraban al seu país natal, donant a Miller una reputació clandestina. Si bé les novel·les esmentades van romandre prohibides als EUA durant més de dues dècades, l'any 1939, New Directions va publicar The Cosmological Eye, el primer llibre de Miller que es va publicar a Amèrica. La col·lecció contenia peces breus en prosa, la majoria de les quals van aparèixer originalment a Black Spring i Max and the White Phagocytes (1938).
Miller va dominar el francès durant la seva estada de deu anys a París i va viure a França fins al juny de 1939. Durant la dècada de 1930, Miller també va conèixer el mariner d'origen alemany George Dibbern, va ajudar a promocionar la seva memòria Quest i va organitzar una organització benèfica per ajudar-lo.

### Grècia, 1939–1940
El 1939 Lawrence Durrell, novel·lista britànic que vivia a Corfú, Grècia, va convidar Miller a Grècia. Miller va descriure la visita a The Colossus of Maroussi (1941), que considerava el seu millor llibre. Un dels primers reconeixements d'Henry Miller com a escriptor modern important va ser de George Orwell en el seu assaig de 1940 "Inside the Whale", on va escriure:
| « | Heus aquí, al meu entendre, l'únic prosista imaginatiu del més mínim valor que ha aparegut entre les races de parla anglesa des de fa uns anys. Fins i tot si s'oposa a això com una exageració, probablement s'admetrà que Miller és un escriptor fora del comú, que val més que una sola mirada; i després de tot, és un escriptor completament negatiu, poc constructiu, amoral, un simple Jonàs, un acceptador passiu del mal, una mena de Whitman entre els cadàvers. | » |

### Califòrnia, 1942–1980
El 1940, Miller va tornar a Nova York; després d'un viatge d'un any pels Estats Units, un viatge que es convertiria en material per a The Air-Conditioned Nightmare, es va traslladar a Califòrnia el juny de 1942, residint inicialment als afores de Hollywood a Beverly Glen, abans d'establir-se a Big Sur el 1944 Mentre Miller establia la seva base a Big Sur, els llibres Tropic, llavors encara prohibits als EUA, estaven sent publicats a França per Obelisk Press i més tard per Olympia Press. Allà anaven adquirint una lenta i constant notorietat tant entre els europeus com entre els diferents enclavaments d'exiliats culturals americans. Com a resultat, els llibres eren freqüentment introduïts de contraban als Estats Units, on van demostrar ser una gran influència en la nova generació Beat d'escriptors nord-americans, sobretot Jack Kerouac, l'únic escriptor de Beat que Miller va cuidar realment. Quan els seus llibres prohibits es van publicar a la dècada de 1960 i ell era cada cop més conegut, Miller ja no estava interessat en la seva imatge com a escriptor fora de la llei de llibres plens de malbaratament; tanmateix, finalment va deixar de lluitar contra la imatge.
El 1942, poc abans de traslladar-se a Califòrnia, Miller va començar a escriure Sexus, la primera novel·la de la trilogia La crucifixió rosa, un relat de ficció que documenta el període de sis anys de la seva vida a Brooklyn enamorant-se de juny i lluitant per convertir-se en escriptor. Com moltes de les seves altres obres, la trilogia, acabada el 1959, va ser inicialment prohibida als Estats Units, publicada només a França i Japó. Miller va viure en una petita casa a Partington Ridge des de 1944 fins a 1947, juntament amb altres escriptors bohemis com Harry Partch, Emil White i Jean Varda. Mentre hi vivia, va escriure " In the Nightlife ". Escriu sobre els seus companys artistes que van viure a Anderson Creek com Anderson Creek Gang a Big Sur i els Oranges of Hieronymus Bosch. Miller va pagar 5 dòlars mensuals de lloguer per la seva barraca a la propietat.
En altres obres escrites durant la seva estada a Califòrnia, Miller va ser àmpliament crític amb el consumisme a Amèrica, com es reflecteix a Sunday After the War (1944) i The Air-Conditioned Nightmare (1945). El seu Big Sur i les taronges de Hieronymus Bosch, publicat l'any 1957, és un recull d'històries sobre la seva vida i els seus amics a Big Sur.

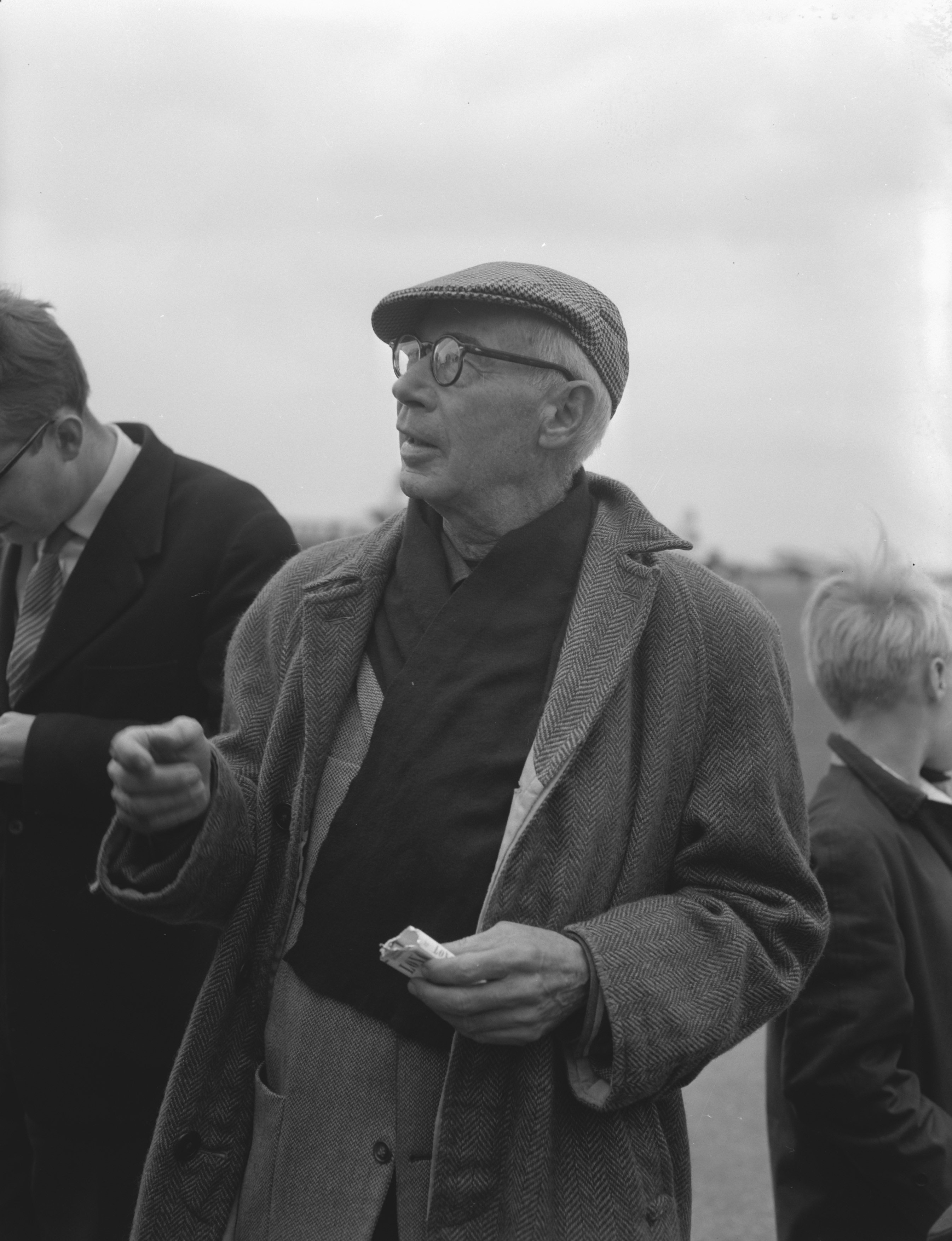
Miller (1959)

El 1944, Miller va conèixer i es va casar amb la seva tercera dona, Janina Martha Lepska, una estudiant de filosofia que era 30 anys més jove que ella. Van tenir dos fills: un fill, Tony, i una filla, Valentine. Es van divorciar el 1952. L'any següent, es va casar amb l'artista Eve McClure, que tenia 37 anys més jove que ella. Es van divorciar el 1960, i ella va morir el 1966, probablement com a resultat de l'alcoholisme. El 1961, Miller va organitzar una reunió a Nova York amb la seva exdona i tema principal de la trilogia The Rosy Crucifixion, a June feia gairebé tres dècades que no es veien. En una carta a Eve, va descriure la seva commoció per l'aparició "terrible" de June, ja que llavors havia degenerat tant físicament com mentalment.
El 1959, Miller va escriure un conte que va definir com la seva "història més singular", una obra de ficció titulada "El somriure al peu de l'escala".
El febrer de 1963, Miller es va traslladar a 444 Ocampo Drive, Pacific Palisades, Los Angeles, Califòrnia, on passaria els últims 17 anys de la seva vida. El 1967, Miller es va casar amb la seva cinquena dona, la cantant japonesa Hoki Tokuda (ja:ホキ徳田). L'any 1968, Miller va signar el compromís de la " Protesta d'impostos de guerra d'escriptors i editors ", prometent rebutjar els pagaments d'impostos en protesta contra la Guerra del Vietnam. Després del seu trasllat a Ocampo Drive, va fer sopars per a les figures artístiques i literàries de l'època. La seva cuinera i cuidadora va ser la model d'un jove artista anomenada Twinka Thiebaud que més tard va escriure un llibre sobre les seves xerrades nocturnes. Els records de Thiebaud de la xerrada de Miller es van publicar en un llibre reescrit i retitulat el 2011.

Només es van publicar 200 còpies del Chapbook de Miller de 1972 On Turning Eighty. Publicat per Capra Press, en col·laboració amb Yes! Premsa, era el primer volum de la revista "Sí! Capra" sèrie de capítols i té 34 pàgines. El llibre conté tres assaigs sobre temes com envellir i viure una vida significativa. Amb relació a arribar als 80 anys, Miller explica:
| « | Si als vuitanta anys no ets coix o invàlid, si tens salut, si encara gaudeixes d'un bon passeig, d'un bon àpat (amb totes les guarnicions), si pots dormir sense prendre abans una pastilla, si ocells i flors, les muntanyes i el mar encara t'inspiren, ets una persona molt afortunada i hauries de posar-te de genolls matí i nit i agrair al bon Déu el seu poder salvador i conservador. | » |

Miller i Tokuda es van divorciar el 1977. Aleshores, a finals dels 80, Miller va filmar amb Warren Beatty per a la pel·lícula Rojos de 1981, que també va ser dirigida per Beatty. Va parlar dels seus records de John Reed i Louise Bryant com a part d'una sèrie de "testimonis". La pel·lícula es va estrenar divuit mesos després de la mort de Miller. Durant els últims quatre anys de la seva vida, Miller va mantenir una correspondència contínua de més de 1.500 cartes amb Brenda Venus, una jove model i columnista de Playboy, actriu i ballarina. El 1986 es va publicar un llibre sobre la seva correspondència.

## Mort
Miller va morir de complicacions circulatòries a la seva casa de Pacific Palisades el 7 de juny de 1980, a l'edat de 88 anys. El seu cos va ser incinerat i les seves cendres es van compartir entre el seu fill Tony i la filla Val. Tony ha declarat que finalment té la intenció de barrejar les seves cendres amb les del seu pare i escampades a Big Sur.